# Кропоткин
Кропоткин (рус. Кропоткин) град је на југозападу европског дела Руске Федерације. Налази се на истоку Краснодарске Покрајине и административно припада њеном Кавкаском рејону чији је уједно и административни центар.
Према статистичким подацима Националне статистичке службе Русије за 2017. у граду је живело 79.152 становника и град Кропоткин се налазио на шестом месту по броју становника у Покрајини.

## Географија
Град кропоткин се налази у источном делу Краснодарске покрајине, односно на крајњем југу њеног Кавкаског рејона. Лежи на десној обали реке Кубањ, на територији ниске и рељефно једноличне Кубањско-приазовске низије, на надморској висини од око 80 m. Налази се на око 136 км североисточно од покрајинског административног седишта, града Краснодара.
Кропоткин је једно од најважнијих саобраћајних средишта у том делу Русије. Западном градском периферијом пролази деоница међународног аутопута Е50 Р217 „Кавказ” који повезује Ростов на Дону са Бакуом у Азербејџану. Северном периферијом пролази аутопут Е251 на релацији Темрјук−Краснодар−Кропоткин−Ставропољ. Град је такође и значајан железнички центар.

## Историја
Крајем XVIII века на месту савременог града се налазило војничко утврђење чији циљ је било чување јужне државне границе од упада черкеских банди са југа. Године 1879, на земљи која је у то време била у поседу станице Кавкаскаја, основан је заселак (хутор) Романовски, а ново насеље име добија по већ постојећој донској станици Романовски одакле су козачки војници долазили на службу. Након градње железнице XIX века хутор Романовски постаје значајан трговачко-транспортни центар, а насеље почиње убрзано да се шири досељавањем све већег броја људи из осталих делова земље. Према статистичким подацима из 1894. у хутору Романовском живело је 8.147 становника у 959 домажинстава, а свега десет година касније број становника премашио је цифру од 20 хиљада.
Дана 4. фебруара 1921. хутор Романовски добија званичан статус града, али и ново име − Кропоткин − у част истакнутог револуционара, географа и истраживача Петра Кропоткина. Три године касније постаје административним седиштем новооснованог Кропоткинског рејона.
Током Другог светског рата Кропоткин је један краћи период, од 4. августа 1942. до 29. јануара 1943, био под нацистичком окупацијом.
Крајем 1943. добија званичан статус града покрајинске субординације због чега је рејонско седиште тадашњег Кропоткинског рејона премештено у Кавкаску станицу (а сам рејон преименован у Кавкаски). У границе рејона поново је враћен 2008. године од када је поново рејонски центар.

## Демографија
Према подацима са пописа становништва 2010. у граду је живело 80.765 становника, док је према проценама из 2017. имао 79.152 становнка.
| 1939.  | 1959.  | 1970.  | 1979.  | 1989.  | 2002.  | 2010.  | 2017.  |
| ------ | ------ | ------ | ------ | ------ | ------ | ------ | ------ |
| 41.600 | 53.997 | 68.339 | 70.218 | 75.929 | 79.185 | 80.765 | 79.152 |

Према статистичким подацима из 2017. град Кропоткин се налазио на 209. месту међу 1.112 званичних градова Руске Федерације. У етничком погледу Руси су чинили апсолутну већину, док су најбројнија мањинска заједница били Јермени са уделом у укупној градској популацији од око 4%.